# Palacio de los Gobernadores
El Palacio de los Gobernadores es un edificio de adobe, en la plaza de Santa Fe (Nuevo México), sede del gobierno en Nuevo México desde hace más de cuatrocientos de años. Es el edificio público más antiguo de los EE. UU. ocupado ininterrumpidamente. Localizado en la Plaza de Santa Fe, entre las avenidas Lincoln y Washington.
En 1610, Pedro de Peralta, el recién nombrado gobernador del territorio español que cubre la mayor parte del suroeste de Estados Unidos, comenzó la construcción del Palacio de los Gobernadores, aunque hay indicios de que la construcción comenzó en 1618 según recientes investigaciones históricas. En los años siguientes, el Palacio cambió de manos tanto como el territorio de Nuevo México; así vio la Revuelta de los Indios Pueblo en 1680; la reconquista española de 1693 a 1694; la independencia mexicana en 1821; y finalmente la posesión estadounidense desde 1848. Originalmente, el Palacio sirvió como sede del gobierno de la provincia española de Nuevo México dentro de las instalaciones del presidio de Santa Fe, el más importante de la provincia, de la que en un momento dado formaron parte los actuales estados de Texas, Arizona, Utah, Colorado, Nevada, California, y Nuevo México. Después de la Guerra de Independencia de México, la provincia mexicana de Santa Fe de Nuevo México fue administrada desde el Palacio de los Gobernadores. Cuando Nuevo México quedó anexado como territorio de los EE. UU., el Palacio fue la sede gubernamental de la primera capital territorial de Nuevo México.
El militar y literato Lew Wallace mientras ejercía de gobernador del territorio, 1878-1881, escribió en el palacio la parte final de su novela Ben-Hur: A Tale of the Christ. Rememoraba años después que una noche, durante una fuerte tormenta en la primavera de 1879, después de regresar de una tensa reunión con Billy el Niño, escribió las escenas de crucifixión de la novela. Wallace trabajó a la luz de una lámpara en el estudio del gobernador, temiendo que le alcanzara una bala desde el exterior durante la llamada Guerra del condado de Lincoln.
El Palacio de los Gobernadores, por iniciativa de la cámara legislativa territorial, sirvió como sede del Museo del Estado de Nuevo México (Museum of New Mexico) entre 1909 y 2009. Ese año se abrió el Museo de Historia de Nuevo México (New Mexico History Museum), adyacente al Palacio, que hoy es uno de los ocho museos administrados por el Departamento de Asuntos Culturales de Nuevo México (New Mexico Department of Cultural Affairs). Este museo fue declarado Hito Histórico Nacional en 1960.
El 17 de junio de 1960, el Servicio Postal de los Estados Unidos emitió un sello turquesa, de 1¼ centavo, con la imagen del Palacio. Según Steven J. Rod, la emisión coincidió con el primer día de la celebración del 350.º aniversario de Santa Fe. El Palacio aparece en el sello visto desde un ángulo frontal, diseño que fue tomado de una fotografía de Tyler Dingee. El sello del Palacio del Gobernador fue el octavo santuario nacional honrado por esta serie.